# Липчинське
Липчи́нське (рос. Липчинское) — село у складі Слободо-Туринського району Свердловської області. Входить до складу Усть-Ніцинського сільського поселення.
Населення — 520 осіб (2010, 562 у 2002).
Національний склад населення станом на 2002 рік: росіяни — 96 %.